# Volkssternwarte Bonn

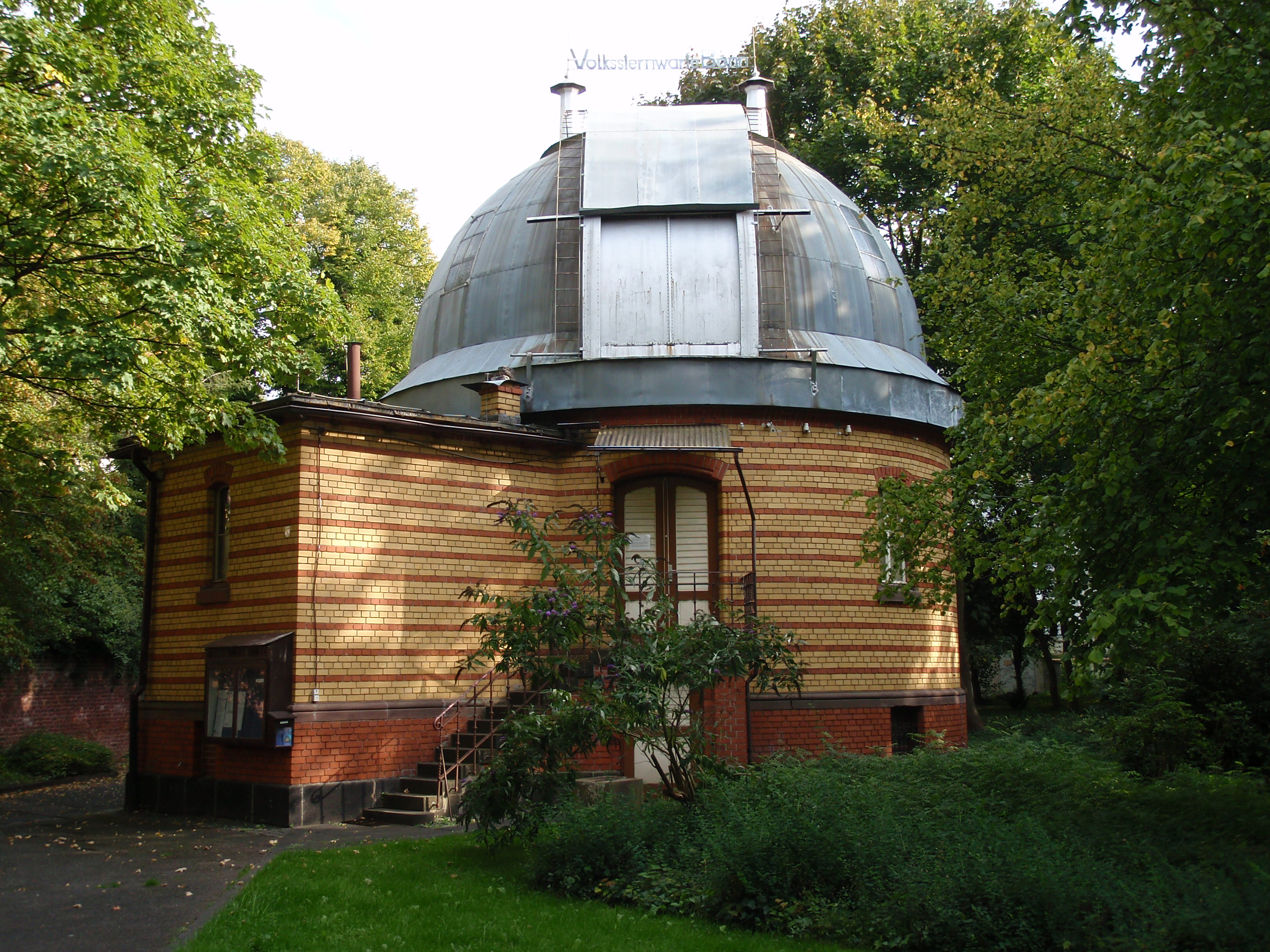
Gebäude der Volkssternwarte

Die Volkssternwarte Bonn ist eine ehrenamtlich betriebene Sternwarte in Bonn. Sie befindet sich auf dem Gelände der Alten Sternwarte der Universität Bonn in der Südstadt.
Der erste künstliche Satellit, Sputnik I, wurde am 4. Oktober 1957 gestartet. Da in der Meldung der sowjetischen TASS die Frequenzen standen, konnten nicht nur Forschungsstationen, sondern Funkamateure auf der ganzen Welt die Signale empfangen. In Deutschland hörte die dpa als Erste die Signale des Satelliten. Am Samstag um 6:22 Uhr empfing sie ebenso der Bonner Astronom und Amateurfunker Peter Lengrüsser der Volkssternwarte Bonn. Noch am 5. Oktober zeichnete der WDR eine Sendung vor Ort auf, inklusive sehr klarer Sputnik-Piepser und Kommentare von Lengrüsser und Wolfgang Priester.
1972 wurde die Volkssternwarte Bonn als eingetragener Verein mit dem Ziel gegründet, die populäre Astronomie zu verbreiten und die Amateurastronomie zu unterstützen. Der Verein hat etwa 160 Mitglieder (Stand August 2008).
Das Vereinsgebäude, „Refraktorium“ getauft, ist die 1899 erbaute Kuppel des großen Refraktors der ehemaligen Universitätssternwarte. Darin befinden sich heute u. a. eine Bibliothek sowie eine kleine Ausstellung zu aktuellen astronomischen Themen. Der Bau wird seit 1975 vom Land Nordrhein-Westfalen gemietet und steht als Baudenkmal unter Denkmalschutz.
Die Volkssternwarte Bonn führt regelmäßig öffentliche Beobachtungen des Sternhimmels und der Sonne durch. Darüber hinaus werden Vorträge zu astronomischen Themen angeboten.